# Carlo Carafa (nuntie)
Carlo Carafa, född 1584 i Neapel, död den 7 april 1644 i Aversa, var en italiensk påvlig diplomat och historieskrivare. Han var farbror till Carlo Carafa della Spina.
Carafa blev 1616 biskop av Aversa och var 1621–1628 som nuntie vid kejsarhovet synnerligen verksam i striden mot reformationen. Av vikt för trettioåriga krigets historia är hans Commentarii de Germania sacra restaurata (1630).